# Krzywa podaży
Krzywa podaży – krzywa używana w mikroekonomii, pokazująca dla danego dobra, ile jego jednostek (Q) są skłonni wyprodukować producenci przy danej cenie (P).
Krzywą podaży wykreślamy w następujący sposób:

Chociaż to podaż na dany produkt zależy od jego ceny, tradycyjnie cenę produktu zaznaczamy na osi pionowej, natomiast ilość produktu na osi poziomej. W punkcie A cena produktu wynosi PA, a ilość oferowanego produktu QA. Jeśli cena jest niższa (tak jak w punkcie B), to zazwyczaj producenci chcą dostarczyć na rynek mniej jednostek produktu.
Dla uproszczenia rysunku krzywa podaży jest tutaj prostą, chociaż w rzeczywistości może mieć dowolny przebieg (ale spełniający warunek, że podaż jest funkcją ceny).
Na ogół krzywa ta jest rosnąca.
Krzywą podaży zestawia się zazwyczaj z krzywą popytu i razem stanowią podstawowy instrument opisujący dynamikę produktu przy zmianie jego ceny. Punkt przecięcia z krzywą popytu wyznacza punkt równowagi cenowej danego produktu.
Krzywa podaży przesuwa się w przypadku zmian środowiska, które zwiększają lub zmniejszają podaż danego artykułu, np.:
- postęp techniczny
- zmiany cen surowców
- nałożenie przez państwo podatku
- rozwój gospodarczy

Należy odróżnić przesuwanie się krzywej podaży od wędrówki wzdłuż tej krzywej, która spowodowana jest na ogół drobnymi fluktuacjami cen, lub przesunięciem się krzywej popytu.